# Children of the Future
| 전문가 평가                   | 전문가 평가 |
| 평가 점수                     | 평가 점수   |
| 출처                          | 점수        |
| ----------------------------- | ----------- |
| AllMusic                      | [ 1 ]       |
| Rolling Stone                 | (positive)  |
| Encyclopedia of Popular Music | [ 4 ]       |

《Children of the Future》는 1968년 캐피틀 레코드가 발매한 미국의 록 밴드 스티브 밀러 밴드의 데뷔 음반이다. 이 음반은 영국의 유명한 음반 프로듀서이자 엔지니어인 글린 존스에 의해 제작되었다.

## 스타일
이 스타일은 블루스와 사이키델릭 록이 혼합된 것으로 영국 블루스 부활의 분위기를 반영하고 있으며, 이 음반이 (올림픽 스튜디오에서) 런던에서 녹음된 것은 놀랄 일이 아니다. 《롤링 스톤》은 싱글 연속 트랙(부제: 〈Children of the Future)〉으로 연주되는 첫 번째 측면을 "《Sgt. Pepper's Lonely Hearts Club Band》처럼 구성되었다"고 묘사했다. 《크로다디!》에서 쓴 피터 노블러는 이 음반을 "경험, 지식, 영감의 세 가지 순간"이라고 불렀다. 하지만, 많은 곡들이 밀러가 텍사스 음악 스튜디오에서 청소부로 일할 때 이미 쓰여졌다. 〈Baby's Callin' Me Home〉은 후에 자신의 권리로 상당한 세계적인 명성을 얻은 보즈 스캑스에 의해 쓰여졌다.
2012년 9월 17일, 에드젤 레코드는 보너스 트랙으로 밴드의 첫 번째 싱글 B-사이드 〈Sittin' In Circles〉와 함께 이 음반의 리마스터드 버전(EDSA 5003)을 발매했다.

## 곡 목록
모든 곡들은 특별한 언급이 없는 한 스티브 밀러에 의해 작사/작곡하였다.
| #  | 제목                                                           | 작사·작곡       | 재생 시간 |
| -- | -------------------------------------------------------------- | --------------- | --------- |
| 1. | 〈Children of the Future〉                                     |                 | 2:59      |
| 2. | 〈Pushed Me to It〉                                            |                 | 0:38      |
| 3. | 〈You've Got the Power〉                                       |                 | 0:53      |
| 4. | 〈In My First Mind〉                                           | 밀러, 짐 피터먼 | 7:35      |
| 5. | 〈The Beauty of Time Is That It's Snowing (Psychedelic B.B.)〉 |                 | 5:17      |

| #   | 제목                       | 작사·작곡               | 재생 시간 |
| --- | -------------------------- | ----------------------- | --------- |
| 6.  | 〈Baby's Callin' Me Home〉 | 보즈 스캑스             | 3:24      |
| 7.  | 〈Steppin' Stone〉         | 스캑스                  | 3:02      |
| 8.  | 〈Roll With It〉           |                         | 2:29      |
| 9.  | 〈Junior Saw It Happen〉   | 짐 풀티                 | 2:29      |
| 10. | 〈Fannie Mae〉             | 버스터 브라운           | 3:04      |
| 11. | 〈Key to the Highway〉     | 빅 빌 브룬지, 찰리 시거 | 6:18      |